# Dodge La Femme
La Femme è un'autovettura full-size prodotta dalla Dodge dal 1955 al 1956. Il modello fu specificatamente progettato per attrarre le acquirenti di sesso femminile.

## Le origini

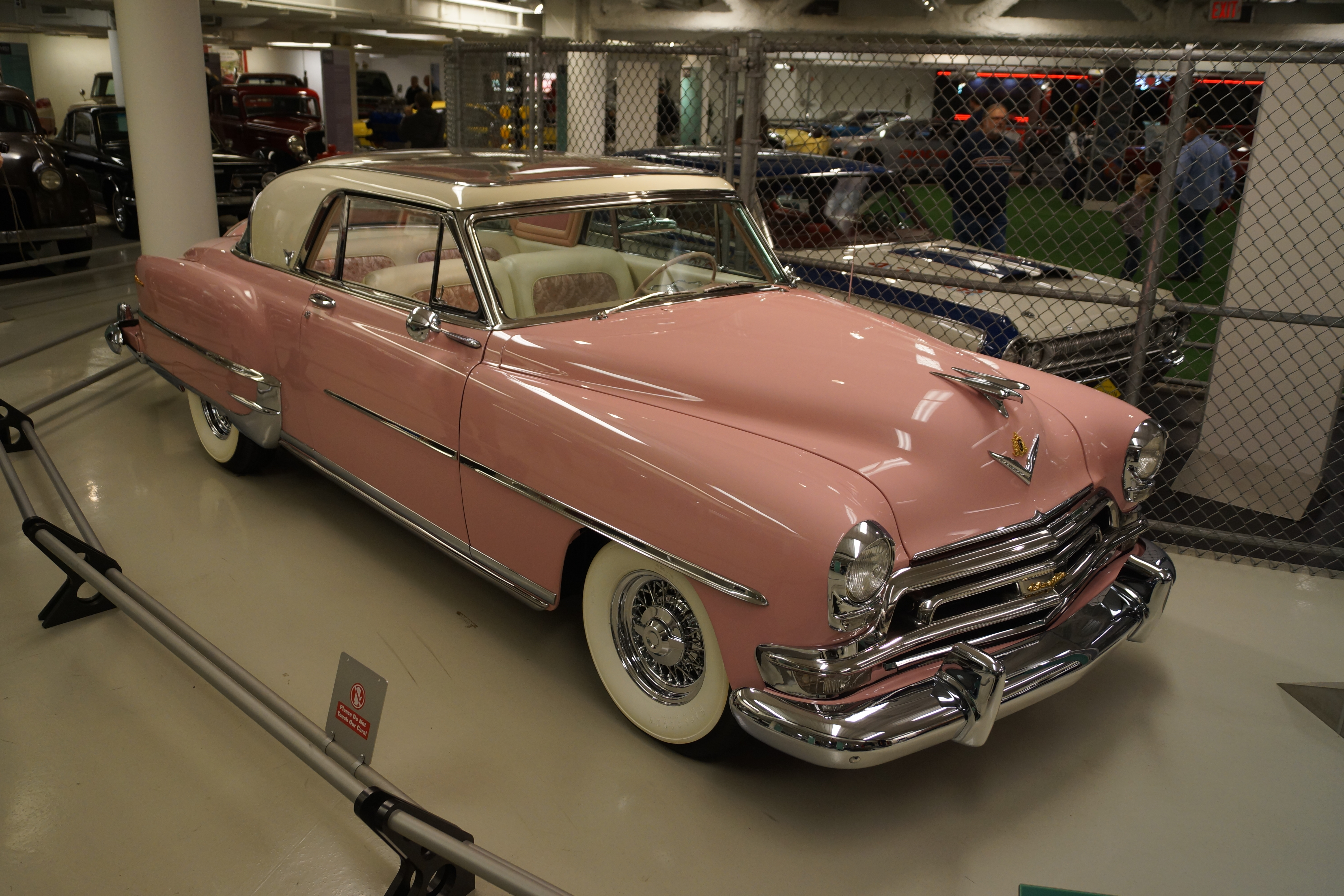
La Chrysler La Comtesse

Le origini del modello sono riconducibili all'osservazione compiuta dal dipartimento di marketing del gruppo Chrysler riguardo al fatto che, a partire dagli anni cinquanta, sempre più donne erano interessate alle automobili. Inoltre, le opinioni delle donne avevano sempre più peso nel processo decisionale all'interno di una coppia per l'acquisto di un modello di autovettura. Quindi, in sostanza, la La Femme fu lanciata sul mercato per tentare di attrarre acquirenti femminili.
La concept car della La Femme era basata su due show car del 1954 della Chrysler. Queste ultime erano denominate Le Comte e La Comtesse ed erano basate a loro volta sulla Chrysler Newport. Mentre la Le Comte era verniciata con dei colori che erano conformi ai gusti maschili, la La Comtesse era verniciata con toni più consoni a quelli femminili. Quest'ultima, in particolare, destò impressioni positive e ciò spinse la Chrysler a sviluppare il progetto e a realizzare una concept che derivasse dalla La Comtesse.

## Storia

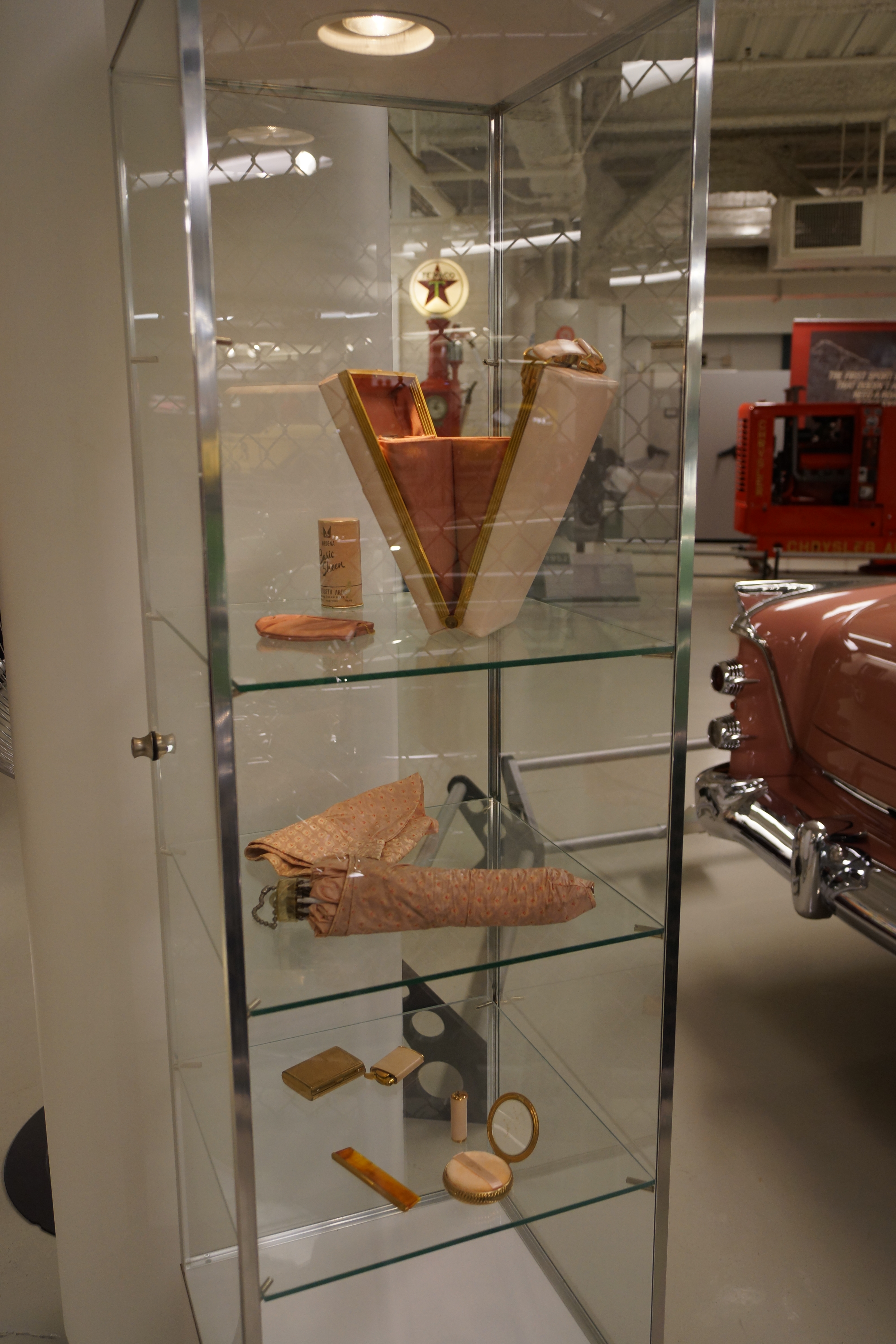
Gli accessori della La Femme

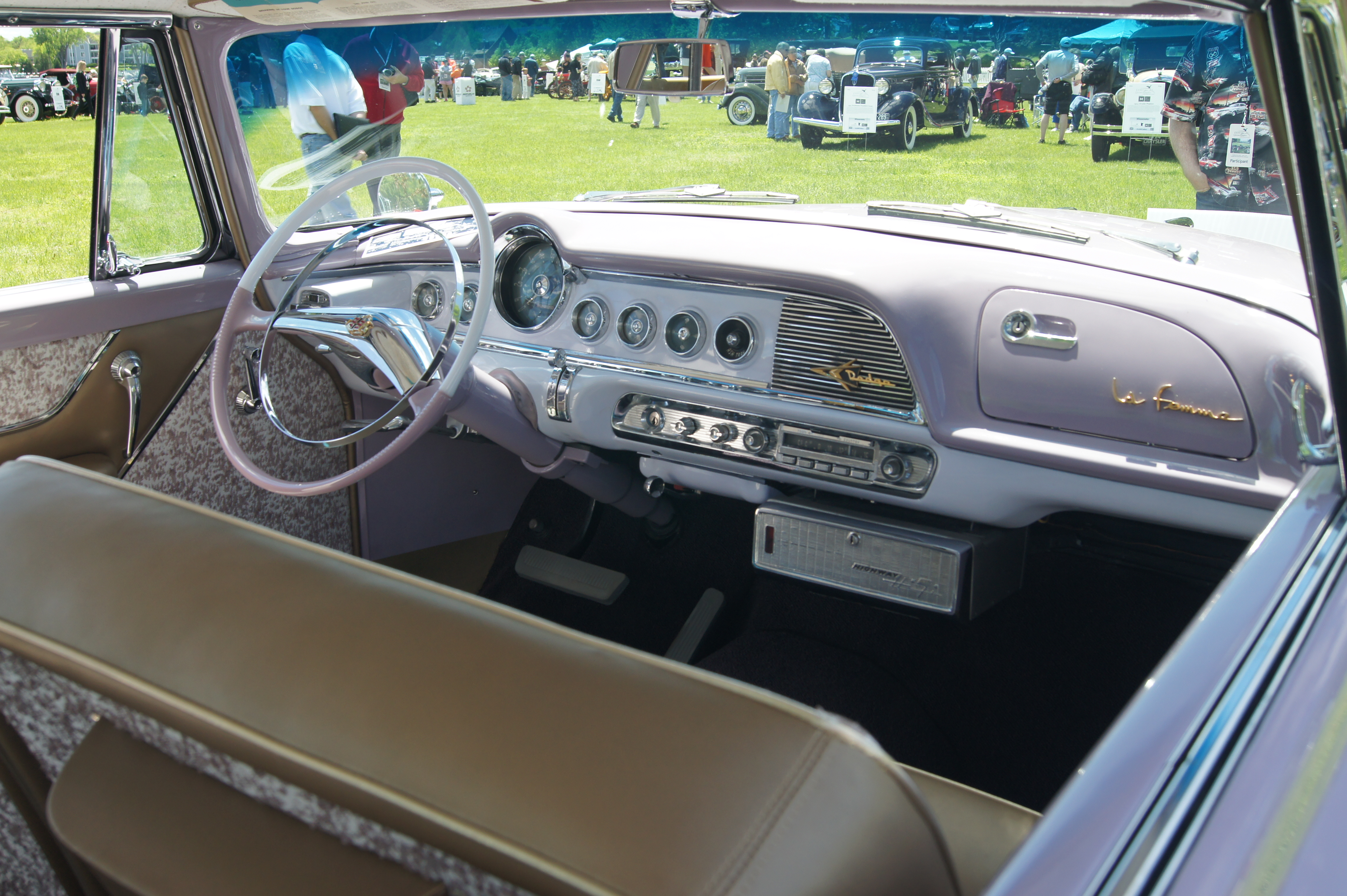
Gli interni del 1956

La Dodge proseguì lo sviluppo del progetto della concept car derivante dalla La Comtesse e lo rinominò La Femme.  La La Femme cominciò la sua carriera come versione coupé a due porte con hard-top della Dodge Custom Royal Lancer. La scritta "Custom Royal Lancer" posizionata sui parafanghi anteriori fu sostituita dalla dicitura "La Femme".

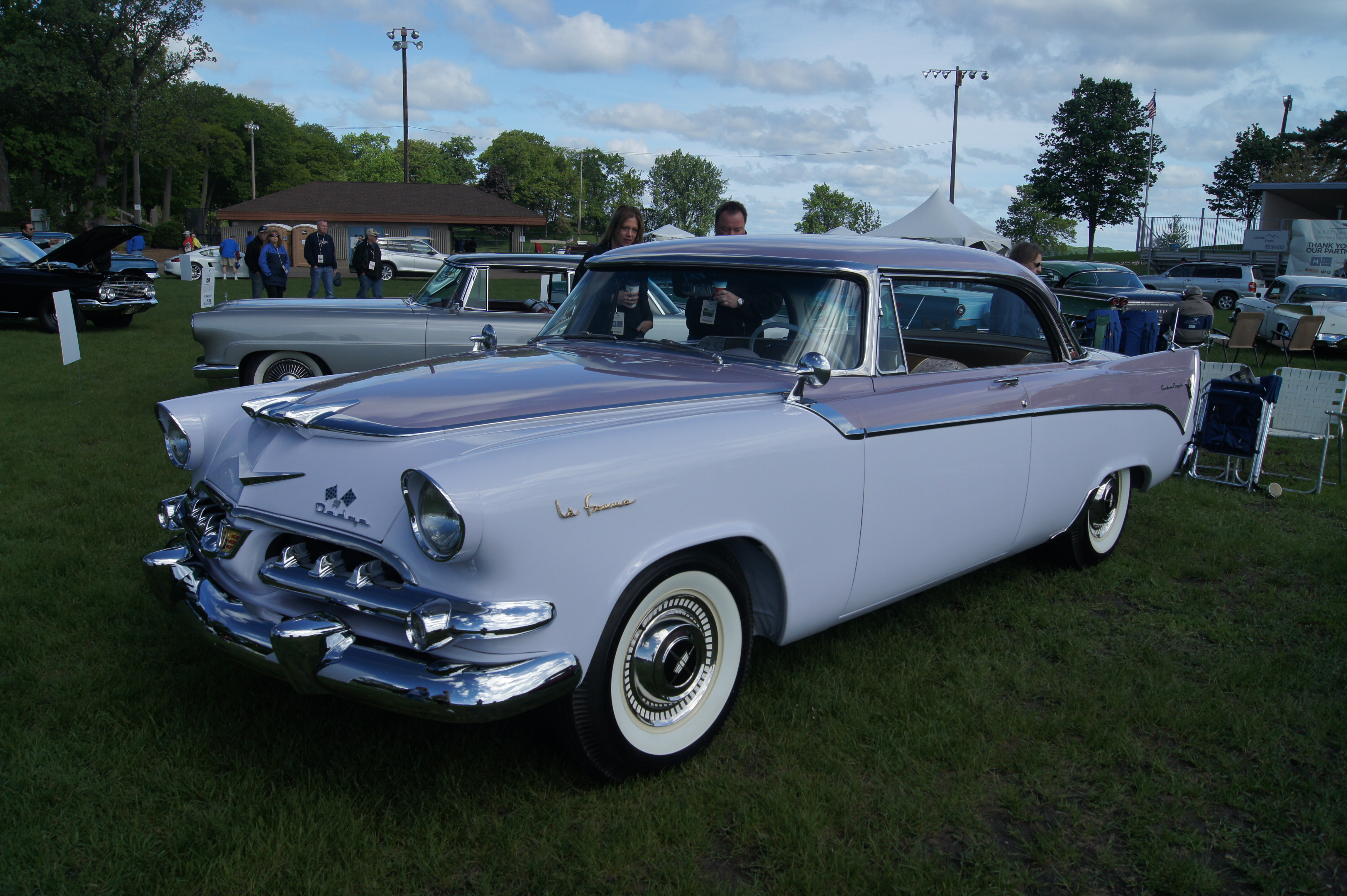
Una Dodge La Femme del 1956

Gli interni erano ricercati e avevano un disegno che ricordava un arazzo dove il colore dominate era il rosa. La borsetta poteva essere collocata in un compartimento posizionato dietro il sedile del passeggero su cui era posizionato un medaglione placcato oro dove il proprietario poteva incidere il proprio nome. L'alloggiamento che poteva accogliere la borsetta era corredato da una serie di accessori come il porta rossetto, il porta pacchetto di sigarette, l'accendino e il pettine. Tutti questi accessori erano disegnati da “Evans”, cioè da un produttore di accessori femminili di Chicago. Dietro il sedile del guidatore era presente un compartimento che conteneva l'impermeabile, il cappellino per la pioggia e l'ombrello.
Nel 1956 il modello fu aggiornato e i colori degli interni furono cambiati. Nel 1957 la Dodge ritirò dal mercato la La Femme senza sviluppare ulteriormente la vettura. Essendo la La Femme un pacchetto opzionale, il cui costo era 143 dollari, i dati produttivi non furono mai resi pubblici, sebbene alcune ricerche suggeriscano che siano stati prodotti poco meno di 2.500 esemplari. All'inizio del XXI secolo, sono giunti integri meno di 40 esemplari del 1955 e poco più di 20 del 1956.
I motivi dell'insuccesso commerciale del modello risiedevano principalmente nella scarsa pubblicità che all'epoca venne fatta al modello, e nel fatto che i concessionari difficilmente possedevano in esposizione un esemplare della La Femme. Invece, la presenza sui mercati della La Femme era quasi esclusivamente comprovata solo da brochure disponibili nei concessionari. Al contrario, gli altri allestimenti opzionali del gruppo erano largamente pubblicizzati.
La La Femme era disponibile sono con carrozzeria hard-top due porte. Montava un motore V8 in posizione anteriore e la trazione era posteriore.